# Pachycytes
Pachycytes är ett släkte av skalbaggar. Pachycytes ingår i familjen långhorningar.
Kladogram enligt Catalogue of Life:
| Pachycytes | \| \| Pachycytes coadnata \| \| \| \| \| \| Pachycytes rufovestitus \| \| \| \| \| \| Pachycytes sericeovittata \| \| \| \| |
|            | \| \| Pachycytes coadnata \| \| \| \| \| \| Pachycytes rufovestitus \| \| \| \| \| \| Pachycytes sericeovittata \| \| \| \| |
|            | Pachycytes coadnata |
|            | |
|            | Pachycytes rufovestitus |
|            | |
|            | Pachycytes sericeovittata                                                                                                   |
|            | |